# Þórðr Óleifsson
Þórðr gellir Óleifsson (Thordhur, 905 – 965), fue un caudillo vikingo de Thingnes, Breiðafjörður, Islandia. Hijo de Olaf Feilan.
Þórður fue protagonista de un serio altercado con otro caudillo, Tongu-Odd, con resultado de víctimas mortales y que desembocó en una sangrienta cadena de conflictos. La ley islandesa en el siglo X estipulaba que los casos por muerte se debían tratar en los thing locales, cerca del lugar del crimen, pero en este caso ambos contrincantes pertenecían a distritos diferentes y desembocó en un conflicto de competencias; a causa de ello la asamblea se vio inhabilitada para pronunciarse lo que causó desconcierto y más violencia, incluso durante la celebración del Althing.
Tras la intervención de Þórður en la Roca de la Ley (lögberg), la complicada situación y el desorden causado por la impotencia de contener la violencia obligó a la asamblea a dividir sus funciones en cuatro tribunales, uno para cada territorio, un forzado pero necesario cambio sustancial en la forma de aplicar la ley. Este conflicto también aparece en la saga de Hænsna-Þóris.

## Legado
Þórðr gellir tuvo mucha descendencia, tres hembras: 
- Þórhildur (n. 925) que casó con Snorri Þórðarson de Skagafjarðarsýsla;
- Anleif (n. 930) que casó con Áslákur Þorbergsson (n. 930) de Lángadal, un hijo del colono noruego Þorbergur de Jafirdi (n. 885);[8]
- Arnóra (n. 948) que casó con Þorgestur Steinsson de Snæfellsnes;

y tres varones: 
- Þórarinn Þórðarson
- Eyjólfur Þórðarson
- Þorkell Þórðarson.